# La fiesta de Venus
La fiesta de Venus es un cuadro pintado por Pedro Pablo Rubens en 1635-36 que actualmente se conserva en el Kunsthistorisches Museum en Viena.
Es un óleo sobre lienzo de 217 x 350 cm (Inv.-Nr. GG_684).
En el centro del cuadro, Rubens presenta una estatua de la diosa Venus Verticordia a la que se adora durante las Veneralias celebradas en las calendas de Aprilis y se le ofrenda principalmente rosas, mirto y cocetum. En su entorno, varias escenas de desenfreno bacanal pagano entre faunos y ninfas, con cupidos danzando para festejar la fiesta y la alegría de vivir.
El objeto de la fiesta estaba destinado a convencer a los romanos de ambos sexos y de todas las clases, casados o no, para que apreciaran las virtudes sexuales tradicionales y la Mos maiorum (moralidad), reconocidas como agradables a los ojos de los dioses y en beneficio del Estado.